# Неизвестный Чаплин
«Неизвестный Чаплин» (англ. Unknown Chaplin) — трёхсерийный британский документальный телефильм, посвященный карьере и творческим методам кинорежиссёра Чарли Чаплина. Создатели фильма получили доступ к неопубликованным киноматериалам из личного архива Чаплина. В США получил премию «Эмми».

## Содержание
Фильм состоит из трёх частей по 55 минут каждая: «Мои самые счастливые годы», «Великий режиссёр» и «Скрытые сокровища». В первой части наиболее подробно рассказывается о работе Чаплина над короткометражными фильмами «Лечение» и «Иммигрант», во второй — «Золотая лихорадка» и "Огни большого города", в третьей — «Цирк».